# Heckler & Koch G36
O G36 é um fuzil calibre 5,56x45mm NATO alemão, projetado no início dos anos 1990 pelos engenheiros da Heckler & Koch GmbH. Foi inicialmente usado nas Forças Armadas Alemãs em 1995, retirando de serviço os antigos fuzis G3 (originário do fuzil CETME espanhol), da década de 1950.
Em Portugal é usado pelo Centro de Tropas de Operações Especiais do Exército Português (variantes G36KV e G36KV3), pelo Destacamento de Ações Especiais do Corpo de Fuzileiros, pela Polícia Aérea da Força Aérea Portuguesa, pela Guarda Nacional Republicana (variante G36C) e pelo Grupo de Operações Especiais da Polícia de Segurança Pública.
No Brasil é utilizado pela Polícia Federal (variantes G36K e G36C), como dotação padrão.

Uma militar americana armada com um fuzil G36.

Há uma variante do G36 denominada MG36 (MG= Machine Gun), que tem carregador maior, com capacidade de 100 projéteis, design diferente do G36 comum e um bipod.
Há ainda também as variantes G36C, G36V, G36KV, MG36E e G36K, esta última difere das outras variantes pelo facto de ter uma coronha dobrável, ser menor em comprimento e pelo design, que tem inspiração na MG36, mas com o carregador da G36 comum.